# 배기원
배기원(裵淇原 , 1940년 12월 1일 ~ )은 대한민국의 전직 대법관이다. 현재는 영남대학교 석좌교수로 활동 중이다.

## 생애
사법시험 5회에 수석으로 합격해 영남지역에서 19년간 법관으로 재직한 향토법관이다. 대구에서 변호사로 개업한 뒤 활발한 법정변론활동을 통해 주민의 권리구제를 위해 노력했다.
1997년 대구지방변호사회 회장을 역임하면서 결식아동돕기, 학교폭력 근절운동, 장애인보호 입법운동 등 각종 사회사업활동을 활발히 펼쳤다. 민사법 이론에 밝고 저소득층 법륙구조사업에 관심이 많다.
1992년 1심에서 사형을 선고받아 수감되어 있던 살인범을 변호하던 중 그를 대자(代子)로 삼고 감화시켜 개과천선하도록 하고 2019년까지 그와 부자의 연을 유지하고 있는 사연이 보도되었다.

## 학력
- 경북고등학교
- 영남대학교 법학 학사
- 서울대학교 대학원 법학 석사

## 경력
- 1965년 제5회 사법고등고시 합격
- 1970년10 부산지방법원 판사
- 1972년 부산지방법원 진주지원 판사
- 1977년 부산지방법원 밀양지원 지원장
- 1979년 대구고등법원 판사
- 1981년 대구지방법원 김천지원 지원장
- 1983년 대구지방법원 부장판사
- 1988년 배기원법률사무소 변호사
- 1994년 성광합동법률사무소 변호사
- 1995년 대구지방변호사회 부회장
- 1997년 대구지방변호사회 회장
- 1997년 대한변호사협회 부협회장
- 1999년 대구은행 비상임이사
- 2000년 7월 ~ 2005년 11월 대법원 대법관
- 2005년 12월 ~ 영남대학교 석좌교수